# 布勢天神山城
布勢天神山城（ふせてんじんやまじょう）は、因幡国高草郡（現在の鳥取県鳥取市湖山町南、布勢）にあった日本の城（丘城）で、戦国期の因幡国守護所とされる。布勢は布施とも表記される。鳥取県指定史跡（史跡名は「天神山城跡」）。

## 歴史
『因幡民談記』によると、1466年（文正元年）因幡国第5代守護・山名勝豊によって二上山城より守護所が移転されたと伝わるが、勝豊は1459年（長禄3年）に没しており、この年代には疑義がもたれている。確実な史料による初見は1513年（永正10年）である。一説に『応仁記』にみえる布施左衛門佐は山名豊氏を指すのはないか考えられており、豊氏の築城との指摘もある。
第13代守護・山名誠通はこの城にあって、同族である隣国但馬守護の山名祐豊と対立、敗死した。誠豊の死後、守護職は豊定、棟豊と但馬山名家から送り込まれた人物が継承した。棟豊が若くして死去した後に家督を継いだ守護・山名豊数の時、重臣・武田高信が鳥取城を本拠として離反する。1563年末（永禄6年）に山名豊数は武田高信の猛攻を受けて布勢天神山城を退去し、鹿野城に退いた。1573年（天正元年）尼子氏の援助を受けた豊数の弟・山名豊国が武田高信を鳥取城から追い、守護所を鳥取城に移転させ、天神山城は廃城になったとされる。この時、天神山城に聳えていた3層の天守櫓も鳥取城に移築されたという。
ただし、山名豊数が武田高信の攻撃によって鹿野城に退いた1563年以後は、確実な史料に因幡の政庁として天神山城の名前が出てくることはない。また、1573年（天正元）頃に出された毛利氏発の文書で「鳥取城が尼子方に奪われたために布勢天神山城を毛利氏最前線の防衛拠点として整備したいので、鹿野城（毛利氏の因幡におけるこの時点での拠点）から帆や蓆を天神山城に送るように」と指示したものがある。いずれにしても天正年代初頭には、布勢天神山城は毛利方・尼子方のいずれからも放棄されていた可能性が強い。確実な廃城時期については今後の検証が必要である。
その後、1617年（元和3年）に備前岡山の池田光政が鳥取に転封された際、手狭な鳥取城に替わる新城候補地として、城地の要害と城下町を作る利便性から布勢天神山城が新城として検討されたことがあった。しかし、半世紀近く前に廃城となっているため整備に時間がかかることから、布勢天神山城が再び因幡の首府になることはなかった。

### 年譜
以下に布勢天神山城に関する略年譜を記す。太字は一次資料によるものである。
- 1466年（文正元）　因幡守護・山名勝豊が布勢天神山城を築城（ 因幡民談記）
- 1512年（永正9）　因幡守護・山名豊重が布勢天神山城から八上口に出兵。但馬守護・山名誠豊と山名豊頼に急襲されて戦死。（布勢天神山城の一次資料における初見）
- 1513年（永正10）　布勢天馬口合戦（3月29日）・布勢正木口合戦（4月26日）と、布勢天神山城が相次いで戦火にさらされる。（山名豊頼感状『北河文書』）
- 1522年（大永2）　12月3日、布勢仙林寺合戦。布勢天神山城が襲撃される。（中村文書）
- 1528年（享禄元）　2月14日より以前、山名誠通が因幡守護となる。
- 1543年（天文12）　8月、但馬守護・山名祐豊が因幡に進出し、山名誠通を布勢天神山城に追い詰めるが、誠通はこれをしのぐ。祐豊は重ねて布勢天神山城攻撃を指令する。（閥閲録）
- 1545年（天文14）　4月16日、山名誠通は配下の将に鳥取城攻撃を指示し、中村伊豆守に新山城在番を命じる。（『中村文書』　山名誠通の史料上の最終生存確認）
- 1545年（天文14）　山名誠通は但馬山名氏に対する砦として鳥取城を築城するという。
- 1548年（天文17）　申の歳崩れ。山名祐豊が布勢天神山城を攻撃し、山名誠通が戦死。祐豊は弟の山名豊定を因幡に下向させる。
- 1563年（永禄6）　3月、武田高信が鳥取城に拠って山名氏に反抗。4月3日、湯所口合戦で中村伊豆守が戦死。
- 1563年（永禄6）　12月、武田高信が布勢天神山城を攻撃。守護・山名豊数は大敗して布勢天神山城を放棄、鹿野城に退く。（『譜録』。確実な史料に布勢天神山城が表れる最後）
- 1564年（永禄7）　立見峠合戦。武田高信が布勢天神山城にあった山名誠通の遺児・山名弥次郎を、立見峠にて討つ。
- 1573年（天正元）　8月1日、武田高信が甑山城に籠もる尼子氏を攻めて完敗。9月、武田高信が守護・山名豊国に降伏し、鳥取落城。山名豊国は因幡守護所を鳥取城に移し、布勢天神山城の3重の天守を鳥取城に移築。
- 1573年（天正元）頃　毛利氏が因幡国人衆に布勢天神山城を毛利氏の最前線拠点として整備するように指示する。
- 1581年（天正9）　10月25日、羽柴秀吉により鳥取城落城。秀吉は宮部継潤を鳥取城将に任ずる。
- 1617年（元和3）　備前国岡山城主の池田光政が鳥取に転封。新城候補地の一つとして布勢天神山城を検討する。

## 構造

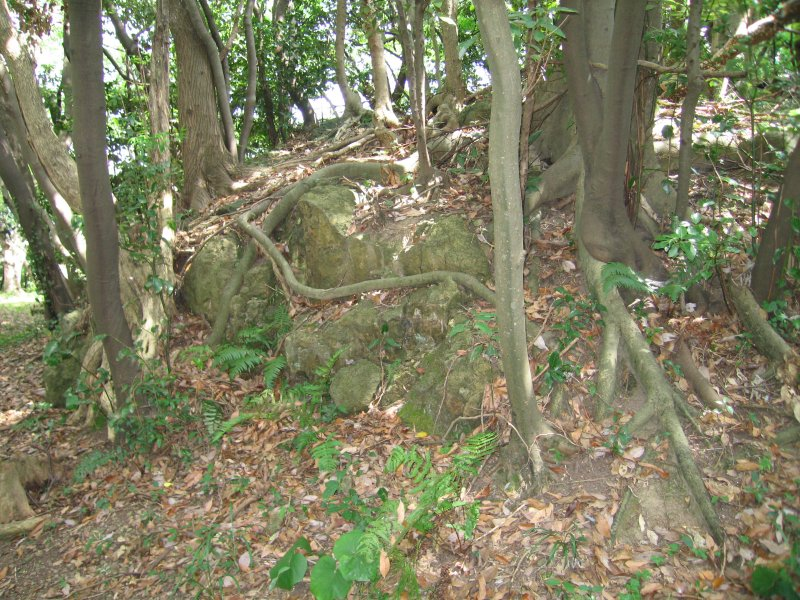
天神山上にある櫓台に相当すると考えられる岩塊

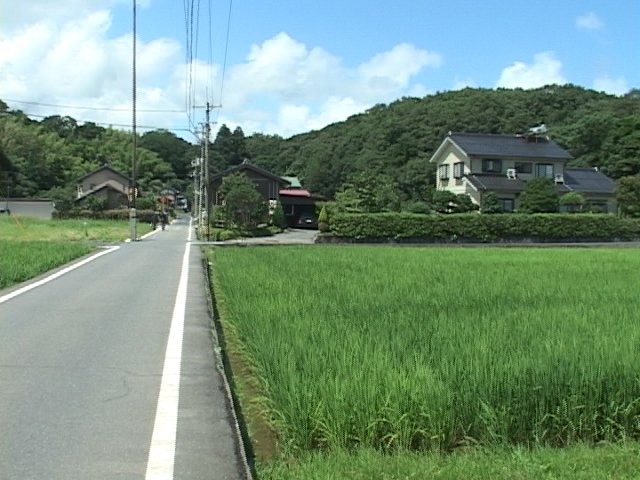
重臣の砦がおかれた卯山

『因幡民談記』に描かれた古地図によると、湖山池畔に並ぶ天神山（標高25m）と卯山（標高40m）の2つの小丘に城が築かれている。天神山周辺には湖山池の湖水を引き込んだ内堀が巡り、卯山周辺にも水堀が設けられていた。なお卯山が布勢天神山城の城域に含まれるか否かについては、諸説がある。

### 天神山
- 守護館は天神山麓に築かれていたようで、古地図や伝承によると3層の天守も存在していたとされる。
- 天神山の頂部に広い曲輪があり、北端には井戸が、西端には櫓台と推定される高さ5mの岩塊がある。櫓台南側には2段に切り開かれた腰曲輪が連なり、堀切で区切られている。
- 本丸の南東側は2段に切り開かれた帯曲輪があり、こちら側が大手道と推定される。
- 天神山の西側（湖山池側）には切り岸が設けられており、湖山池方面からの侵入を防いだと推定される。
- 天神山の東方には「上蓮原」「中蓮原」「下蓮原」という小字が残り、当時は蓮の繁る湿地が広がっていて、それが天然の水堀の役目を果たしていたと考えられる。それら蓮原の中に「天満畷手」という小字も残っており、それが城の大手道であったと考えられる。
- 2004年（平成16年）に堀跡の発掘調査が行われ、幅12m・深さ1.7mに及ぶものの、土塁・折等は存在しなかったことが明らかになっている[3]。

### 卯山
- 古地図によれば、卯山には中村氏や正木氏といった重臣たちが砦を構えており、因幡国初代守護・山名時氏が近江から勧請した日吉神社（布勢の山王さん）も置かれた。古地図には卯山の南麓に仙林寺という三重塔を持つ寺院の存在も描かれている。卯山周辺には侍町・鍛冶町・傾城町などの小字が残ることから、城下町も形成されていたと推測されている。
- 日吉神社の参道左手に広い曲輪があり、これが「山王社裏山城」として『鳥取県中世城館分布調査報告書第1集』（2002年、鳥取県教育委員会）に記載されている。
- 卯山の丘陵上は広く切り開かれた曲輪になっている。その東端に布勢1号墳（前方後円墳、国の史跡）があるが、この古墳には空堀や土塁の工作跡が認められる。古代の古墳を城域に取り込んで砦として利用した例として興味深い。一方、卯山の頂部には2段に切り開かれた小さな曲輪があり、物見台と推定される。
- 丘陵上から東方に二筋の稜線が馬蹄形に伸びており、その稜線上にも小規模な曲輪が階段状に連なる。
- 鳥取市の倉田八幡宮に残る『寛文大図』によると、卯山の南麓から東麓にかけては湖山池から水を引き込んだ水堀が巡っており、「舟入」という地名も記されている。ここに着目し、卯山の周辺には水運で発展した商業地が存在したという説がある[4]。

### 出城群
- 布勢天神山城の周辺には、裏山城・徳吉城・新山城・鍋山城・足山城・正木が鼻・宮吉城といった出城群が設けられ、本城天神山と密接に連絡を取り合っていたと考えられている。兵法でいう「別城一郭」の典型である。

## 遺構と現在の状況
- 1972年（昭和47年）、旧鳥取農業高校の校舎新築工事中に、天神山南麓から弥生期から戦国期にかけての複合遺跡が出土した。古銭や土師器、白磁や青磁、水濠跡、掘立柱の跡、焼けこげた井戸枠などが出土し、城下町の存在や火災を物語っていた。中世守護所と城下町を検証する貴重な遺跡として保存を望む声も強かったが1か月余りで発掘調査は終了、校舎建築は続行され、地下の遺跡は破壊されてしまった。
- 現在、天神山の麓には鳥取県立鳥取緑風高等学校の校舎が建っているが、天神山には土塁、曲輪跡、空堀跡、堀切跡、切岸がかなりはっきりと残っており、かつての有様を偲ぶことができる。さらに天神山上には天守櫓が築かれたとされる高さ5メートルの岩塊や井戸が残る。城地を巡っていた水堀の一部も農業用水として現存している。
- 1976年（昭和51年）8月3日付で県の史跡に指定された[5]。
- 一方の卯山は宅地化が進み多くの曲輪跡が消滅しているが、日吉神社の周囲には、神域であることが幸いして、宅地化による破壊を免れた曲輪跡がいくつか残っている。
- 徳吉城や新山城をはじめとする布勢天神山城周辺の砦群は、宅地化や国道9号の改良工事に伴って破壊が進んでいる。